# ザ・スターリン
ザ・スターリン （THE STALIN）は、日本のパンク・ロックバンド。

## 概要
ボーカルの遠藤ミチロウを中心に1979年に結成されたバンド、「自閉体」を母体として1980年結成。同年9月5日に1stシングル「電動こけし/肉」をインディーズレーベルからリリース。その後1982年にアルバム『STOP JAP』で徳間音楽工業よりメジャー・デビュー。3枚のアルバムをリリースした後に1985年解散。その後もビデオのみをリリースするというコンセプトの「ビデオ・スターリン」や、定冠詞の付かない「スターリン」というバンド名で復活している。
バンド名の由来はソ連の最高指導者、ヨシフ・スターリンからとっており、ボーカルの遠藤曰く「世界で最も嫌われている男の名前をつけたらすぐに覚えてもらえる」、「外国（東ヨーロッパ）に行くつもりだった」という理由で付けられた。また「スターリンとはバンド名ではない。俺の活動そのもののことだ」とも遠藤は語っている。
同時期にデビューしたJAGATARA、INUなどと並んで日本のパンク・ロック・ハードコア・パンクシーンで活動していた。ラモーンズ直系の8ビートにG.B.H.のような攻撃的なハードコア・サウンドを組み合わせた曲調と、言葉遊びを織り交ぜた皮肉を込めた表現の歌詞が特徴だった。ライブ会場では同時期に対バンなどをしていたじゃがたらの影響を受け、ボーカルの遠藤が鳩の死骸や豚の頭・臓物を客席に投げつけ、爆竹や花火を投げ込み、全裸でステージから放尿するといった過激なパフォーマンスで話題性を呼んだ。東京のライブハウス「屋根裏」を破壊し出入り禁止になったことや、とある高校の文化祭でゲリラ的にライブを行った時に遠藤が全裸になり逮捕された事もある。
そうしたスキャンダラスな行為が評判となり、1981年9月に週刊誌『女性自身』にザ・スターリンの記事が掲載され、マスコミに取り上げられるようになる。ザ・スターリンが他のバンドと違ったのは自ら積極的に雑誌やテレビなどのメディアを利用し、活動をアピールしてきた所であり、音楽・芸能問わず数々のメディアに登場していた。その一方で一部の暴力的なハードコア・パンクス達からは積極的にメディアを利用した宣伝を行い、「知的なパンク」を演奏するスターリンは異端児の様な扱いを受け、嫌われるという事もあった。
メジャー・デビュー後は、アルバムがオリコンチャートの上位に食い込むなど売上においても一定の成功を収める。しかし結成当初よりメンバーが安定せず、メンバーチェンジを繰り返しながら活動していた。デビュー時のメンバーがほとんど脱退したこと、前述の過激なパフォーマンスや破壊活動が行われる事を危惧した全国のライブハウスやホールから徹底的に締め出されたことでライブ活動が困難になり、1985年2月21日の大映スタジオでのライブを最後に解散する。
その後遠藤はソロ活動を行っていたが、1987年にビデオのみをリリースするというコンセプトで、オーディションにより選出されたプロ経験の無い3名のメンバーを迎えビデオ・スターリンを結成。ザ・スターリンの曲をカバーし2本のビデオ作品を発表したが、その後アルバムを1枚リリースし、1年ほどで解散する。
1989年、再びザ・スターリンを結成しようとした遠藤は、自閉体時代からザ・スターリン解散までバンドメンバーであった乾純に声を掛けようとした。しかし乾と連絡が取れなかったことから、ルースターズやローザ・ルクセンブルグに所属していた三原重夫を中心に、「THE LIPS」というバンドで活動していた山盛愛彦や、かつて遠藤が1987年に短い期間結成していたバンド「パラノイア・スター」に参加していた西村雄介を新たなメンバーとして迎え、定冠詞なしのスターリンとして復活。シングル「包丁とマンジュウ」、アルバム『JOY』にてアルファレコードよりリリース。再結成に伴い、レコード会社やファンの間ではかつての過激なパフォーマンスが望まれていたが、遠藤やその他のメンバーはそれには応じず、独自のスタイルで活動した。しかし、話題性・売上ともにザ・スターリン時代には及ばず、6枚のシングル・アルバム、2本のビデオをリリースするも、1992年12月14日の原宿ルイードでのライブを最後に活動停止し、翌1993年に解散した。その後は、遠藤主催のライブイベント等で、都度異なるメンバーで一夜限りの再結成をしている。

## メンバー

### ボーカル
- 遠藤ミチロウ（1950年11月15日 - 2019年4月25日）

ボーカル。バンドで唯一の固定メンバーだった。ザ・スターリン結成初期はベーシストも兼任していた。
ザ・スターリン時代はミチロウ（ボーカリストとして）、遠藤みちろう（作詞・作曲家として）、ビデオ・スターリン時代はMICHIROとも名乗っていた。

### ザ・スターリン

#### ギター
- 金子あつし

初代ギター（1980年 - 1981年）
- タム（1958年 - 2011年1月16日）

2代目ギター（1981年 - 1983年3月）
1958年、東京都台東区浅草に生まれる。本名は田村和男。ザ・スターリン加入前はや元あぶらだこのイズミやGAUZEのシンらと「チフス」というバンドで活動していた。また、彼の実家は靴屋で、そこで靴職人として働いていた経歴も持つ。
ザ・スターリン脱退後はインディーズレーベル「ADKレコード」を設立。あぶらだこ、LSD、GAUZE、MASTURBATION、奇形児、 REACTIONなど多数のバンドのプロデュースを担当し、タム本人も自身をフロントマンとしたバンド「G-ZET」や「ブラッドベリ」で活動。自主制作ソロアルバムも2枚ほど発表するが、1985年7月某日、大阪エッグプラントでのライブ後に失踪。消息不明となりレーベルは消滅。その後音楽活動から完全に身を引いた。
2011年1月16日に肝障害で死去。享年52。
- 藤岡良次雄（ふじおか りょうじお[4]）

3代目ギター（1983年3月 - 6月）
名古屋でthe 原爆オナニーズを結成して活動していたが、初めてのライブで遠藤にスカウトされる。
自身の参加条件としてthe 原爆オナニーズに引き抜いてきたばかりだった中村達也を共に参加させることを遠藤に承認させ、ザ・スターリンに加入、上京する。
しかし数か月で中村と共に脱退した（本人曰く「突然の解散」）。脱退後は中村達也らとTHE GODを結成。
- JUNE-BLEED

4代目ギター（1983年12月 - 1984年3月）
1982年に「Jun」名義でTHE WILLARDを結成。ヴォーカル・ギター担当として活動する。THE WILLARDは遠藤の責任編集による雑誌『IN'GO!』の付録ソノシートに参加していた。
THE WILLARDが一時的に活動を休止している時期に加入した。脱退後はTHE WILLARDの活動を再開させる。
- 北田昌宏

5代目ギター（1984年3月 - 6月）
元INUのギタリスト。加入前、遠藤の責任編集による雑誌『IN'GO!』の付録ソノシートに参加していた。
- 小野昌之

6代目ギター（1984年6月 - 1985年）
元ALLERGYのメンバー。ザ・スターリン解散後も遠藤のバックバンドでギターを担当するなど精力的な活動を続けていた。
バックバンド「Michiro,Get the help!」活動休止後、電気工事関係の会社に就職し音楽業界から引退。

#### ベース
- 杉山晋太郎（1960年3月20日 - 1996年4月24日）

初代ベース（1980年8月 - 1983年12月）
1960年、福岡市博多区生まれ。ステージ上では他のメンバー同様攻撃的なルックスで演奏していたが、普段は温厚な青年。元々は乾と同じく美大生だった。
加入前は楽器を演奏した経験が全く無かったが、スターリン加入のためにミチロウや金子あつしと2ヶ月ほどベースを練習した。
1983年、遠藤に「お互い、顔見飽きちゃったね」と言ってスターリンを脱退。脱退後は泥の川、吉野大作＆プロスティテュートや、赤色人形館、非常階段（在籍時にソロアルバム『Newton's Oblige』をアルケミーレコードから発表。メンバーのユカと結婚していたがのち離婚）、ソロ活動等を経て、音楽業界から引退。日本アルプス近く（八ヶ岳）の山小屋の経営を始める。
1995年、ザ・スターリン解散10周年イベントへの出演をミチロウが誘ったところ、「オレもうできないよ。こんなに太っちゃったし。今はただの山小屋の住人だ」と出演を断った。この頃既にアルコールへの依存はかなりのものだったという。
1996年4月24日午前9時、泥酔状態で緑状の液体を嘔吐し自宅前に倒れているところを、呑み友達でも有った隣人の妻に発見される。隣人夫妻に連れられ河北病院を受診、即時入院措置が取られ治療を続けたが、同日夕刻死亡。
都内在住の親戚が実家に連絡し、前妻も訪れるなか通夜・葬儀が執り行われた。離婚後、独り生活中の過度なアルコール摂取から「自殺願望があった」という噂も一部ではあったが、当日の朝友人に抱き起こされた際、握りしめた保険証をかざし「河北行こう」と言ったこと、また詳細な活動目的を持って山（山小屋の意）行きを希望していたことから否定されている。
柴田亜美の漫画作品の『南国少年パプワくん』、『自由人HERO』などに登場するキャラクター・シンタローの名前の由来でもある。
- 尾形テルヤ

2代目ベース（1983年12月 - 1984年6月）
遠藤がザ・スターリン結成前に組んでいたバンド「自閉体」の元メンバー。自閉体脱退後からスターリン加入前まではトラックの運転手をしていた。
自閉体時代はギターを担当しており、彼もスターリン加入当時は杉山同様ベース演奏の経験は無かった。
- 肥後宏（ヒゴヒロシ）

3代目ベース（1984年6月 - 1985年）
元3/3、ミラーズ、チャンス・オペレーション、フリクション、渋さ知らズ
尾形脱退後にサポートメンバーとして参加しており、正式なメンバーではない。

#### ドラムス
- 乾純

初代+5代目ドラムス（1980年 - 1982年6月、1983年12月 - 1985年）
1959年、兵庫県尼崎市生まれ。多摩美術大学美術学部建築科卒業。
ザ・スターリン結成前の1978年、一度だけガセネタのコンサートでドラムを演奏した経験がある。
途中に脱退期間を挟むものの、遠藤以外では結成から解散までメンバーとして在籍していた唯一のメンバーである。
解散後起業し、建築事務所を経営する。
- 小田ヒトシ

2代目ドラムス（1982年6月 - 9月）
加入前は「ソドム」というバンドで活動していた。
- 中田圭吾(K5)

3代目ドラムス（1982年9月 - 1983年3月）
兵庫県加古川市生まれ。
1983年スターリン脱退、共に脱退したタムと「G-ZET」結成。その後、NICKEY & THE WARRIORS、THE STAR CLUB、COBRAに参加。
- 中村達也

4代目ドラムス（1983年3月 - 6月）
1982年にバンド「オキシドール」を結成するが1年で解散。地元の名古屋では腕の経つドラマーとして知られており、当時the 原爆オナニーズで活動していた藤岡良次雄に引き抜かれる。その後すぐに遠藤にスカウトされた良次雄の推薦により、ツアー中のドラマーとして加入。当時高校生だった彼はスターリンのオーディションを受けるために髪型をモヒカンにして挑んだ。しかし、後に学校で先生にこっ酷く叱られることになる。
脱退後はthe 原爆オナニーズ、THE STAR CLUB、BLANKEY JET CITY、THE GOD、MASTURBATION、ROAD WARRIORS、フリクション等で活動。

### ビデオ・スターリン
- KUBOTA - ギター
- MAY - ベース
- SHOKO - ドラムス
- SAKAMITSU - ギター

### スターリン
- 山盛愛彦 - 初代ギター
- 斉藤律 - 2代目ギター

現在、ALLERGYの宙也らとLOOPUSで活動している。また、T4R、Minimum Rocketsでも活動している。
- 西村雄介 - 初代ベース
- 安達親生 - 2代目ベース
- 三原重夫（元ルースターズ、ローザ・ルクセンブルグ） - ドラムス

三原はかつてザ・スターリンのライブを観て、「こんな危ないバンドにだけは絶対入りたくない」と思っていたという。

## 逸話
- 遠藤はライブ中は過激なパフォーマンスを見せるが、インタビューなどを見ると実際は物静かで知的な男で、冷静に自分や周囲の事を見ていた。
- テレビの音楽番組への出演は、1982年に『ミュージック・ニューウェーブ』（テレビ埼玉）に出演（『ザ・スターリン伝説』付属DVD収録）した他、1983年に『夜のヒットスタジオ』（フジテレビ系列）への出演依頼があったが、RCサクセションが出演した際に、忌野清志郎がテレビカメラに向けてガムを吐き捨てたことが問題となり、ザ・スターリンはさらに危険な行動をするのではと思われ、出演は中止となってしまった[5]。
- メジャーデビューアルバム『STOP JAP』は、レコード倫理審査会による歌詞の検閲が入り、最初に録音した音源はほぼ全曲指摘され、歌詞の書き直しを要求されている。また、ボーカルを除外したカラオケを録音していなかったため、演奏から全て再録音を余儀なくされる事態に陥り、発売日が6月25日から7月1日に変更されている[6]。
- 『STOP JAP』は、オリコンチャートで最高順位48位を記録した。しかし、当時の徳間ジャパンからは歓迎されておらず、徳間ジャパン内のヒット賞において本来金賞であるところが銀賞にされてしまい（金賞は五木ひろしのベストアルバムになった）、また授賞式の参加を拒否された[6]。
- 映画『爆裂都市 BURST CITY』（1982年）に役者として参加した際、打ち上げにパンクバンドアナーキーのボーカル仲野茂が何故自分達を起用しなかったのかと殴りこんできた。このこともあってか、暫くバンド同士でいがみ合っていたが、映画で共演した泉谷しげるの仲裁もあって、後に和解。スターリン結成15周年イベントには仲野茂が参加したりアナーキーのトリビュートアルバムに遠藤が参加するなど、交流は晩年まで活発であった。
- アメリカのパンクバンドデッド・ケネディーズのボーカルジェロ・ビアフラもザ・スターリンに目をつけており、それが縁となってアメリカで発売されたパンクオムニバス『Welcome to 1984』にザ・スターリンは日本代表として一曲、収録されることになった。
- 2001年に元頭脳警察のパンタや大槻ケンヂ、犬神サーカス団、BRAWLS(BRAHMAN)、Loopusなどが参加したトリビュート盤『365:A TRIBUTE TO THE STALIN』がリリースされ、それに合わせて21世紀最初で最後となるザ・スターリン復活ライブが行われた。トリビュート盤には最初BUCK-TICKも参加し、タイトルでもある「365」をカバーする筈だったが、事情により実現出来なかった。
- 2003年には過去の作品がデジタルリマスタリングを施して再リリースされ、また完全コピーバンドである「コケシドール」の発足（ヴォーカルは日本のアングラ・パンクなどを旨とするインディ・レーベル「いぬん堂」の牛戸圭一）など再評価されている向きもある。
- 2005年2月にリリースされた、ザ・スターリン名義の「電動コケシ/肉」は、日本で発売された最後のソノシート盤となった。
- 遠藤が60歳の誕生日を迎える2010年11月15日、渋谷O-WESTにて記念ライブ「遠藤ミチロウ生誕祭『Roll Over 60th』?還暦なんかブッとばせ！?」が開催された。 出演バンドは「M.J.Q」「TOUCH-ME」「NOTALIN'S」「THE STALINISM」。

## 略歴

### ザ・スターリン
1980年
- 6月6日 - 遠藤ミチロウ、金子あつし、乾純の3人で「THE STALIN」結成。
- 6月26日 - 渋谷のライブハウス「屋根裏」で初ライブを行う。自閉体からの繋がりでトラとして尾形テルヤがベースを弾いた。同時期に自主制作レーベル「ポリティカル」を設立する。
- 8月8日 - ベーシストとして杉山晋太郎が加入。杉山は元々ベースを弾いた事が無かったが、高円寺DOLLで出会った乾・金子の説得により加入した。当時、杉山は楽器も無かった。加入の礼として高円寺ニューバーグでの豪華ディナーが約束されたのであるが、もちろん一日だけの事である。
- 9月5日 - 自主制作ソノシート『電動こけし/肉』をリリース。

メンバー
- ボーカル - 遠藤ミチロウ
- ギター - 金子あつし
- ベース - 遠藤ミチロウ→杉山晋太郎
- ドラムス - 乾純

1981年
- 4月7日 - 2枚目の作品としてEP『スターリニズム』リリース。
- 金子に代わり、前座などを務めていたチフスのTAM（タム）がギターとして加入する。
- 9月10日 - 週刊誌『女性自身』において、【変態バンド、スターリン】として初めてスクープされる。
- 10月31日 - 法政大学にてライブ。trashのB面としてレコーディングされた。
- 11月4日 - 関東学院高校にてゲリラ的に乱入ライブを行う。この時ライブ中に遠藤が全裸になった事を警察に通報され、遠藤は公然わいせつ罪で逮捕される。
- 11月7日 - 京都燦燦にてライブ。trashのB面としてレコーディングされた。
- 12月24日 - 初のフルアルバム『trash』リリース。

メンバー
- ボーカル - 遠藤ミチロウ
- ギター - 金子あつし→タム
- ベース - 杉山晋太郎
- ドラムス - 乾純

1982年
- 3月13日 - マッド・スターリンとして出演した映画『爆裂都市 BURST CITY』公開。
- 3月24日 - 新宿ロフトにて『爆裂都市』の打ち上げ。この時、アナーキーとの騒動が勃発した。
- 6月24日 - 上馬ガソリンアレイにてライブ。これを最後にドラムスの乾純に代わって小田ヒトシが参加する。
- 7月1日 - アルバム『STOP JAP』、シングル「ロマンチスト」で徳間ジャパンよりメジャーデビューを果たす。
- 8月2日 - 兵庫県民小劇場にてライブ。客として居た神戸ハードコアは、ロボ（MP、ボディスナッチャー等）、ケンジ（後のモブス）、シン（後のモブス、シティインディアン）、ミンミン（後のフリーダム）その他大勢。前座であったフォーク歌手の友部正人へ空き缶を投げつけ野次の嵐であり、スターリンの登場からかなり険悪な雰囲気が漂っていた。この時のライブにおいて、興奮した観客が椅子やエレベーターを破壊。詰まれたPAに鉄パイプを突き刺し暴力と破壊の限りを尽くす。客の多くが鉄パイプ、ビール瓶、金属バット、スラッパー、三段棒等を持参しており、まさに映画『爆裂都市 BURST CITY』そのままであった。観客とミチロウの喧嘩が続く間、演奏だけが延々と続いた。ちなみにこの時の被害額は約120万円。スターリンの関係者が損害賠償を巡り加害者を探しまわっていたという。この出来事を機に神戸では「スターリンに公共施設は貸さない」という市条例が制定されてしまう。また、全国ホール協会のブラックリストに載ってしまい、あらゆるライブ、コンサート会場でライブが困難となる。ライブを円滑に行う為、関係者が行ったのはハードコアパンクスを取り込む事であった。
- 8月25日 - 3枚目のシングル「アレルギー」リリース。A面曲がわずか51秒しかないという、音楽史上でも稀に見る短いシングル曲として話題になる。
- 9月27日 - 前橋ガルシアにてライブ。これを最後にドラムスの小田ヒトシに代わって中田ケイゴが参加する。
- 12月 - 雑誌『音楽専科』に遠藤と明石家さんまの対談が掲載される。かねてより2人が似ていると言われていたため実現した。
- 12月25日 - ボーカルの遠藤による初のエッセイ集『嫌ダッと言っても愛してやるさ!』発売。

メンバー
- ボーカル - 遠藤ミチロウ
- ギター - タム
- ベース - 杉山晋太郎
- ドラムス - 乾純→小田ヒトシ→中田ケイゴ

1983年
- 2月10日 - マキシシングル「GO GO スターリン」リリース。
- 3月5日、6日 - 千葉ダンシングマザースでライブ。これを最後にギターのタム、ドラムスの中田ケイゴが脱退。名古屋の「OXYDOLL」で活動していたギターの良次雄、ドラムスの中村達也が加入する。
- 4月25日 - 3枚目のアルバム『虫』、4枚目のシングル「NOTHING」リリース。ドラムスには後に火の宮、じゃがたらに参加する中村貞裕が参加した。
- 6月11日 - 明治学院大学にてライブ。これを最後にギターの良次雄、ドラムスの中村達也が脱退する。
- 8月1日 - 遠藤ミチロウ責任編集のソノシート付きマガジン、『ING'O』創刊。ソノシートはTHE WILLARD。
- 9月17日 - 京都大学西部講堂にてライブ。この時のライブは非常階段とのユニット「スター階段」として公演。ドラムスとして乾純、ギターとして尾形テルヤが参加。
- 12月 - ベースの杉山晋太郎が脱退。ギターとしてJUNE-BLEED、ベースとして尾形テルヤが加入し、乾純がドラムスとして再加入する。

メンバー
- ボーカル - 遠藤ミチロウ
- ギター - タム→良次雄→JUNE-BLEED
- ベース - 杉山晋太郎→尾形テルヤ
- ドラムス - 中田ケイゴ→中村達也→乾純

1984年
- 3月17日 - 清水BOWIEにてライブ。これを最後にギターのJUNE-BLEEDが脱退。代わりに北田昌宏（元INU）がギターとして加入する。
- 4月10日 - 遠藤ミチロウの初ソロ作品でもあるカセットブック『ベトナム伝説』リリース。
- 5月 - 自身の楽曲「Chicken Farm Chicken」で参加したオムニバスアルバム『Welcome to 1984』がアメリカ合衆国でリリースされる。
- 6月3日 - 横浜国立大学にてライブ。これを最後にギターの北田昌宏、ベースの尾形テルヤが脱退。代わりにギターとして元「ALLERGY」の小野昌之が加入。また、ベースにはバンド「チャンス・オペレーション」で活動していたヒゴ・ヒロシがサポートとして参加するようになる。
- 7月1日 - 遠藤のソロシングル「仰げば尊し」が自主レーベルB.Q.レコードよりリリース。
- 11月20日 - アルバム『Fish Inn』リリース。それまでのパンクロックサウンドとは違い、サイケデリックな路線で制作された。
- 12月25日 - 遠藤ミチロウ対談集『バターになりたい』発売。
- 12月29日 - 31日 - 新宿ロフトにてライブ。最終日の遠藤のMCで「スターリンはこれで終わりだ」との解散宣言ともとれる発言がなされた。

メンバー
- ボーカル - 遠藤ミチロウ
- ギター - JUNE-BLEED→北田昌宏→小野昌之
- ベース - 尾形テルヤ→ヒゴ・ヒロシ（正式加入ではない）
- ドラムス - 乾純

1985年
- 1月15日 - バンド解散。
- 2月1日 - 遠藤のソロシングル『仰げば尊し』が東芝EMIよりリリース。
- 2月21日 - 調布大映撮影所にてラストライブ。
- 3月30日 - 遠藤のソロミニアルバム『THE END』が東芝EMIよりリリース。
- 5月25日 - ラストライブの模様を収録したアルバム『FOR NEVER』、ビデオ『絶賛解散中!!』がリリースされる。

メンバー
- ボーカル - 遠藤ミチロウ
- ギター - 小野昌之
- ドラムス - 乾純
- ベース - 肥後宏（正式加入ではない）

1986年
- 10月25日 - アルバム『STOP JAP』と『虫』を収録した2枚組の初のベストアルバム『Best sellection』がリリースされる。
- 12月21日 - ビル・ラズウェルプロデュースによるリミックス・アルバム『Fish Inn (リミックス盤)』がリリースされる。

### ビデオ・スターリン
1987年
- ビデオ・スターリン結成。
- 5月3日 - 新宿ロフトにてデビューライブを行う。
- 6月25日 - 1981年から1985年までのザ・スターリン時代のPVやライブ映像を収録したヒストリー・ビデオ『YOUR ORDER!』リリース。
- 7月25日 - 徳間ジャパンより「GOLD SERIES」として、ザ・スターリンのベストアルバム『BESTESTS!』がリリースされる。
- 9月1日 - 書籍『ビデオスターリンのチャンネル大戦争』（JICC出版）リリース。
- 9月20日 - ファーストビデオ『DEBUT!』リリース。

メンバー
- ボーカル - MICHIRO
- ベース - MAY
- ドラムス - SHOKO
- ギター - KUBOTA
- ギター - SAKAMITSU→脱退

1988年
- 4月15日 - 2本目のビデオ『LOVE TERRORIST』リリース。
- 8月4日 - ビデオ・スターリン解散。
- 9月20日 - 唯一のアルバム『-1 (MINUS ONE)』リリース。

### スターリン
1989年
- スターリン（新生スターリン）結成。
- 1月28日 - 和光大学にてデビューライブを行う。このライブは「スターリンのライブを見てレポート書く」という人文学部の期末試験として企画され、テレビでも報道された。
- 2月25日 - アルバム『JOY』、シングル「包丁とマンジュウ」にてデビュー。
- 7月 - ファーストビデオ『P.』リリース。
- 9月25日 - シングル「勉強ができない」リリース。
- 10月25日 -  アルバム『STALIN』リリース。
- 12月21日 - シングル「90'sセンチメンタルおせち」リリース。

メンバー
- ボーカル - 遠藤ミチロウ
- ドラムス - 三原重夫
- ギター - 山盛愛彦
- ベース - 西村雄介

1990年
- ギターの山盛が脱退し、代わりにギターとして斉藤律が正式加入する。また、アルバム『殺菌バリケード』制作中にベースの西村が脱退し、サポートメンバーとして安達親生が加入、後に正式メンバーとなる。
- 7月よりベルリンの壁崩壊後の東欧でツアーを実施する。
  - 7月28日 - リンデナー（東ドイツ）
  - 7月30日 - ライブハウス「クナーク」（東ベルリン）※この時、シングル「真夜中のオモチャ箱」のPVが撮影されている。
  - 8月3日、4日 - ヤロシン・ロック・フェスティバル（ポーランド）
  - エストニアのロック・フェスティバルにも参加予定だったが、開催されなかったため中止となった。
- 9月25日 - アルバム『殺菌バリケード』、シングル「真夜中のオモチャ箱」リリース。
- 10月25日 - 東欧ツアーを収録した2本目のビデオ『最後の赤い夏』リリース。

メンバー
- ボーカル - 遠藤ミチロウ
- ドラムス - 三原重夫
- ギター - 山盛愛彦→斉藤律
- ベース - 西村雄介→安達親生

1991年
- 7月21日 - アルバム『STREET VALUE』、シングル「WILD GHETTO」リリース。
- 12月21日 - ライブ・アルバム『行方不明 〜LIVE TO BE STALIN〜』リリース。

1992年
- 11月21日 - アルバム『奇跡の人』、シングル「ライド・オン・タイム」リリース。
- 12月14日 - 原宿ルイードにてライブ。このライブがスターリンとしての最後のライブとなった。

1993年
- スターリン（新生スターリン）解散。以降、遠藤はバンドの結成を止め、アコースティックなサウンドを軸にしたソロ活動へと転換することとなる。

### 解散後
1995年
- 8月15日 - 終戦50年忌念イベント「愛と死を見つめて」において、THE STALIN 15という名義で渋谷ON AIR EASTにて一度限りの復活ライブを行う。参加メンバーはTHE NEWS、伊藤秀孝、安達親生、HIROKI（叫ぶ詩人の会）、今井寿 (BUCK-TICK)、平野勇（マリア観音）。
- 12月1日 - 上記イベントのライブ・アルバム『死んだものほど愛してやるさ』リリース。

メンバー
- ボーカル - 遠藤ミチロウ
- ドラムス - 内山朋子、HIROKI、平野勇
- ギター - 青木陽子、伊藤秀孝、今井寿
- ベース - 竹山奈穂子、安達親生

1996年
- 12月21日 - 未CD化であったシングル音源を追加し、ベストアルバム『Best sellection』が再リリースされる。

2001年
- 1月24日 - 犬神サーカス団、大槻ケンヂ、LOOPUS、パンタ等が参加したトリビュートアルバム『365:A TRIBUTE TO THE STALIN』がリリースされる。
- 2月28日 - 渋谷ON AIR EASTでのトリビュートアルバム発売記念ライブ「THE STALINに捧ぐ」において、21世紀最初で最後のTHE STALIN復活ライブが行われる。参加メンバーは中田ケイゴ、SUZUKI (PULLING TEETH)、KATSUTA（鉄アレイ）。
- 6月30日 - 上記イベントのライブ・ビデオ『吐き気がするほどロマンチックだぜ』リリース。

メンバー
- ボーカル - 遠藤ミチロウ
- ドラムス - 中田ケイゴ
- ギター - SUZUKI
- ベース - KATSUTA

2003年
- 1月22日 - ベストアルバム『THE STALIN BEST』リリース。
- 8月 - ライブ写真集『吐き気がするほどロマンチックだぜ』（マガジン・ファイブ）リリース。
- 10月22日 - アルバム『STOP JAP』、『虫』、『FISH INN』が24ビット・デジタルリマスタリングされ紙ジャケットにて再リリース。

2004年
- 11月 - DVD付スクラップ集『ザ・スターリン伝説』（マガジン・ファイブ）リリース。

2005年
- 12月5日 - 1983年の後楽園ホールでのライブを収録したライブ・アルバム『絶望大快楽 LIVE at 後楽園ホール'83』リリース。

2007年
- 2月21日 - 遠藤のデビュー25周年を記念したボックス・セット『飢餓々々帰郷』リリース。遠藤のソロのほかにザ・スターリン、ビデオ・スターリン、新生スターリンの曲、映像も収録されている。
- 10月24日 - アルバム『STOP JAP』のマルチ・トラックからニュー・ミクス収録したアルバム『STOP JAP NAKED』リリース。

2010年
- 12月1日 - 遠藤のソロも含めたトリビュートアルバム『ロマンチスト〜THE STALIN・遠藤ミチロウTribute Album〜』、『青鬼赤鬼』がリリースされる。

2012年
- 3月14日 - 遠藤のメジャーデビュー30周年記念として、アルバム未収録曲を追加したビデオ・スターリンのアルバム『-1 (MINUS ONE) -LEGACY EDITION-』、1985年2月21日に行われたザ・スターリンの解散ライブを完全収録したアルバム『I was THE STALIN〜絶賛解散中〜完全版』がリリースされる。

## 神戸市条例制定の謎
1982年8月2日での兵庫県民小劇場ライブにおいて、観客が施設を破壊。この出来事を機に神戸では「スターリンに公共施設は貸さない」という市条例が制定されてしまう。また、全国ホール協会のブラックリストに載ってしまい、あらゆるライブ、コンサート会場でライブが出来なくなる。
ほぼ全ての略歴では上記の事項が記述されているが、過去を遡っても「神戸市民小劇場」と言うスペースは神戸市公営施設に存在しない。また、神戸市の各種条例を検索しても、現在では、スターリンに関する条項は見当たらない。なお、神戸市の各種公営ホールについての条例について、一例を挙げると1973年制定の「神戸文化ホール条例」には、制定時から以下の項目が存在している。
```
(施設)
第2条の2 神戸文化ホールの本館に大ホール、中ホール、リハーサル室、多目的室、特別控室及び
ロビーその他の便益施設を、練習場に練習室1, 練習室2, 練習室3, 練習室4, 練習室5及び
ロビーその他の便益施設を置く。
(使用の許可)
第3条 前条の施設(ロビーその他の便益施設を除く。以下単に「施設」という。)を使用しようと
する者は、規則で定めるところにより、市長の許可を受けなければならない。
(許可基準)
第4条 市長は、次の各号のいずれかに該当すると認めるときは、前条の許可をしてはならない。
(1) 公の秩序又は善良な風俗を乱すおそれがあるとき。
(2) 建物その他附属設備を汚損し、損傷し、又は滅失するおそれがあるとき。
(3) 管理上支障があるとき。
(4) 公益に反するとき。

```

神戸市の他の公営施設の条例も、ほとんどがこれに準じており、施設設立当初から「善良な風俗を乱す」「設備を汚損・損傷させるおそれのある者」」には使用を禁止するようになっている。仮に、スターリンが問題を起こしたとしても、その対策は上記程度の内容で充分であり、スターリンを出入り禁止にするために、わざわざバンド名を名指しにする必要はまったく無い。そして、「あらゆるライブ、コンサート会場でライブが出来なく」なってしまった、当該ライヴ後もスターリンは大学祭・ライヴハウス等で演奏を行っている。なおかつ、スターリンの数年後、さらに凶悪なライヴを各所で敢行し、その度に各所でトラブルを起こしたハナタラシのライヴ履歴から傍証しても「全国ホール協会のブラックリスト」なるものが存在しないのは、ほぼ確実である（中野サンプラザ内にあった「全国ホール協会」は「全国ホール名鑑」という出版物を発行していたが、これはホールの施設概要についてのデータベースである）。
このため、この事項は、兵庫県・神戸市・神戸市民文化財団が主催する各種施設（「市民小劇場」に類似した施設名が複数存在する）でトラブルを起こしたスターリンの噂に尾ひれが付いた、一種の都市伝説であると想像できる。また、過去のインタビュ−等では、遠藤ミチロウ自身も、このエピソードに触れており、あえて楽しんでこの「都市伝説」の流布に加担した可能性も否定できない。

## 作品

### シングル
| 名義           |      | 発売日         | タイトル                 | レーベル                               | 規格              | 規格品番         | 順位 | 収録アルバム   |
| -------------- | ---- | -------------- | ------------------------ | -------------------------------------- | ----------------- | ---------------- | ---- | -------------- |
| ザ・スターリン | 1st  | 1980年9月5日   | 電動こけし/肉            | ポリティカルレコード                   | ソノシート        | MIG-2501         | -    | trash          |
| ザ・スターリン | 2nd  | 1982年7月1日   | ロマンチスト             | 徳間ジャパン／クライマックスレコード   | 7インチ           | CMA-2030         | -    | STOP JAP       |
| ザ・スターリン | 3rd  | 1982年8月25日  | アレルギー               | 徳間ジャパン／クライマックスレコード   | 7インチ           | CMA-2033         | -    | STOP JAP       |
| ザ・スターリン | 4th  | 1983年2月10日  | GO GO スターリン         | 徳間ジャパン／クライマックスレコード   | 12インチ          | CMC-1            | -    | 虫             |
| ザ・スターリン | 5th  | 1983年4月25日  | NOTHING                  | 徳間ジャパン／クライマックスレコード   | 7インチ           | CMA-2043         | -    | 虫             |
| スターリン     | 6th  | 1989年2月25日  | 包丁とマンジュウ         | ワーナー・パイオニア／アルファレコード | 7インチ 8センチCD | ALFA-142 10A3-6  | -    | JOY            |
| スターリン     | 7th  | 1989年9月25日  | 勉強ができない           | ワーナー・パイオニア／アルファレコード | 7インチ 8センチCD | ALFA-148 09A3-12 | -    | STALIN         |
| スターリン     | 8th  | 1989年12月21日 | 90'sセンチメンタルおせち | ワーナー・パイオニア／アルファレコード | 7インチ 8センチCD | ALFA-154 09A3-18 | -    | アルバム未収録 |
| スターリン     | 9th  | 1990年9月25日  | 真夜中のオモチャ箱       | ワーナー・パイオニア／アルファレコード | 8センチCD         | ALDA-19          | -    | 殺菌バリケード |
| スターリン     | 10th | 1991年7月21日  | WILD GHETTO              | ワーナー・パイオニア／アルファレコード | 8センチCD         | ALDA-32          | -    | STREET VALUE   |
| スターリン     | 11th | 1992年11月21日 | ライド・オン・タイム     | ワーナー・パイオニア／アルファレコード | 8センチCD         | ALDA-63          | -    | 奇跡の人       |
| ザ・スターリン | 12th | 2023年6月7日   | 首だけアツレキ           | 北極バクテリア                         | EP CD             | WC105 NB1023     | -    | -              |

### アルバム

#### スタジオ・アルバム
| 名義               |      | 発売日         | タイトル       | レーベル                               | 規格     | 規格品番             | 順位 |
| ------------------ | ---- | -------------- | -------------- | -------------------------------------- | -------- | -------------------- | ---- |
| ザ・スターリン     | 1st  | 1981年12月24日 | trash          | ポリティカルレコード                   | LP       | MIG-2505L            | -    |
| ザ・スターリン     | 2nd  | 1982年7月1日   | STOP JAP       | 徳間ジャパン／クライマックスレコード   | LP CT    | CMC-2505 25CMC-1006  | 48位 |
| ザ・スターリン     | 3rd  | 1983年4月25日  | 虫             | 徳間ジャパン／クライマックスレコード   | LP CT    | CMC-2512 25CMC-1013  | 43位 |
| ザ・スターリン     | 4th  | 1984年11月20日 | Fish Inn       | B.Q.レコード                           | LP       | BQL-1                |      |
| ビデオ・スターリン | 5th  | 1988年9月20日  | -1 (MINUS ONE) | B.Q.レコード                           | LP CD    | BQL-2                | -    |
| スターリン         | 6th  | 1989年2月25日  | JOY            | ワーナー・パイオニア／アルファレコード | LP CD CT | 25A1-7 28A2-7 25A4-7 | 32位 |
| スターリン         | 7th  | 1989年10月25日 | STALIN         | ワーナー・パイオニア／アルファレコード | CD CT    | 29A2-37 25A4-37      | 52位 |
| スターリン         | 8th  | 1990年9月25日  | 殺菌バリケード | ワーナー・パイオニア／アルファレコード | CD CT    | ALCA-79 ALTA-79      | 93位 |
| スターリン         | 9th  | 1991年7月21日  | STREET VALUE   | ワーナー・パイオニア／アルファレコード | CD       | ALCA-158             | -    |
| スターリン         | 10th | 1992年11月21日 | 奇跡の人       | ワーナー・パイオニア／アルファレコード | CD       | ALCA-406             | -    |

#### ライブ・アルバム
| 名義           |     | 発売日         | タイトル                                 | レーベル                               | 規格    | 規格品番               | 順位  |
| -------------- | --- | -------------- | ---------------------------------------- | -------------------------------------- | ------- | ---------------------- | ----- |
| ザ・スターリン | 1st | 1985年5月25日  | FOR NEVER                                | 徳間ジャパン／ジャパンレコーズ         | LP CT   | 19JAL-3007〜8 38J-2007 | -     |
| スターリン     | 2nd | 1991年12月21日 | 行方不明 〜LIVE TO BE STALIN〜           | ワーナー・パイオニア／アルファレコード | CD      | ALCA-236               | -     |
| THE STALIN 15  | 3rd | 1995年12月1日  | 死んだものほど愛してやるさ               | bounce records／CITTA' RECORDINGS      | CD      | bounce-0018            | -     |
| ザ・スターリン | 4th | 2005年12月5日  | 絶望大快楽 LIVE at 後楽園ホール'83       | 北極バクテリア                         | CD      | NB-1010                | -     |
| ザ・スターリン | 5th | 2012年3月14日  | I was THE STALIN〜絶賛解散中〜完全版     | 徳間ジャパン／ジャパンレコーズ         | 2枚組CD | TKCA-73749             | 138位 |
| ザ・スターリン | 6th | 2020年12月23日 | 豚に真珠 ～LIVE at 横浜国立大学1980.11～ | 北極バクテリア                         | CD      | NB-1021                | -     |
| ザ・スターリン | 7th | 2024年4月24日  | Answer 81 1981.4.19. Vol.2               | P-VINE                                 | LP CD   | ALPLP-21 ALPCD17       | -     |

#### ベスト・アルバム
| 名義           |     | 発売日         | タイトル              | レーベル                       | 規格            | 規格品番    | 順位 | 備考                                               |
| -------------- | --- | -------------- | --------------------- | ------------------------------ | --------------- | ----------- | ---- | -------------------------------------------------- |
| ザ・スターリン | 1st | 1986年12月21日 | Best sellection       | 徳間ジャパン／ジャパンレコーズ | 2枚組CD         | 27JC179〜80 | -    | アルバム『STOP JAP』+『虫』収録                    |
| ザ・スターリン | 2nd | 1987年1月21日  | STALINISM             | INDEPENDENT RECORDS            | LP              | 009ML       | -    | シングル+ソノシート音源+EP『スターリニズム』       |
| ザ・スターリン | 3rd | 1987年7月25日  | BESTESTS!             | 徳間ジャパン／ジャパンレコーズ | CD              | 30JC247     | -    | CDゴールド・シリーズ                               |
| ザ・スターリン | 4th | 2003年1月22日  | THE STALIN BEST       | 徳間ジャパン／ジャパンレコーズ | CD              | TKCA-72521  | -    |                                                    |
| 遠藤ミチロウ   | 5th | 2007年2月21日  | 飢餓々々帰郷          | 徳間ジャパン／ジャパンレコーズ | CD（3枚組）+DVD | TKCA-73159  | -    | DISC 1にザ・スターリン、DISC 2にスターリンの曲収録 |
| ザ・スターリン | 6th | 2011年8月27日  | THE STALIN SUPER BEST | クラウン徳間ミュージック販売   | CD              | TJJC-20004  | -    |                                                    |
| ザ・スターリン | -   | 2019年4月20日  | STALINISM NAKED       | いぬん堂                       | CD              | WC-093      | -    |                                                    |

#### カバー・アルバム
|     | 発売日         | アーティスト | タイトル           | レーベル               | 規格 | 規格品番   | 順位 | 備考 |
| --- | -------------- | ------------ | ------------------ | ---------------------- | ---- | ---------- | ---- | ---- |
| 1st | 2003年2月25日  | コケシドール | コケシズム         | いぬん堂               | CD   | WC-072     | -    |      |
| 2nd | 2003年10月22日 | コケシドール | GO GO コケシドール | 徳間ジャパン／いぬん堂 | CD   | TKCF-77125 | -    |      |

#### トリビュート・アルバム
|     | 発売日        | タイトル                                              | レーベル             | 規格 | 規格品番  | 順位 | 備考 |
| --- | ------------- | ----------------------------------------------------- | -------------------- | ---- | --------- | ---- | ---- |
| 1st | 2001年1月24日 | 365:A TRIBUTE TO THE STALIN                           | ポリドール・レコード | CD   | UPCH-1032 | -    |      |
| 2nd | 2010年12月1日 | ロマンチスト〜THE STALIN・遠藤ミチロウTribute Album〜 | アリオラジャパン     | CD   | BVCL 148  | 54位 |      |
| 3rd | 2010年12月1日 | 赤鬼青鬼                                              | 北極バクテリア       | CD   | NB-1013   | -    |      |

#### リミックス・アルバム
|     | 発売日         | タイトル                | レーベル                       | 規格  | 規格品番            | 順位 | 備考                         |
| --- | -------------- | ----------------------- | ------------------------------ | ----- | ------------------- | ---- | ---------------------------- |
| 1st | 1986年12月21日 | Fish Inn (リミックス盤) | 徳間ジャパン／ジャパンレコーズ | LP CD | 28JAL-3079 32JC-211 | -    | ビル・ラズウェルプロデュース |
| 2nd | 2007年10月24日 | STOP JAP NAKED          | いぬん堂                       | CD    | WC-055              | -    |                              |

#### ミニ・アルバム
| 名義           |     | 発売日       | タイトル       | レーベル             | 規格 | 規格品番 | 順位 | 備考 |
| -------------- | --- | ------------ | -------------- | -------------------- | ---- | -------- | ---- | ---- |
| ザ・スターリン | 1st | 1981年4月7日 | スターリニズム | ポリティカルレコード | EP   | MIG 2504 | -    |      |

### 映像作品
| 名義               |     | 発売日         | タイトル                                 | レーベル         | 規格 | 規格品番 | 順位 | 備考                                 |
| ------------------ | --- | -------------- | ---------------------------------------- | ---------------- | ---- | -------- | ---- | ------------------------------------ |
| ザ・スターリン     | 1st | 1985年5月25日  | 絶賛解散中!!                             | 徳間ジャパン     | VHS  | 98SH-16  | -    | ライブ・ビデオ                       |
| ザ・スターリン     | 2nd | 1987年6月25日  | YOUR ORDER!                              | 徳間ジャパン     | VHS  | 49SH-35  | -    | ミュージックビデオ、ライブ・ビデオ集 |
| ビデオ・スターリン | 3rd | 1987年9月20日  | DEBUT!                                   | B.Q.レコード     | VHS  | CH-5001  | -    | ライブ・ビデオ                       |
| ビデオ・スターリン | 4th | 1988年4月15日  | LOVE TERRORIST                           | B.Q.レコード     | VHS  | CH-5002  | -    | ライブ・ビデオ                       |
| スターリン         | 5th | 1989年7月25日  | P.                                       | アルファレコード | VHS  | 35A8-1   | -    | ライブ・ビデオ                       |
| スターリン         | 6th | 1990年10月25日 | 最後の赤い夏〜STALIN CALL IN EAST EUROPE | アルファレコード | VHS  | ALVA-31  | -    | ライブ・ビデオ                       |
| ザ・スターリン     | 7th | 2001年7月1日   | 吐き気がするほどロマンチックだぜ!!       | 北極バクテリア   | VHS  | NBV-1006 | -    | ライブ・ビデオ                       |

### ミュージック・ビデオ
| 名義           | 年     | タイトル                 | 備考 | 監督     |
| -------------- | ------ | ------------------------ | ---- | -------- |
| ザ・スターリン | 1982年 | ロマンチスト             |      | 石井聰亙 |
| ザ・スターリン | 1982年 | アレルギー               |      | 石井聰亙 |
| ザ・スターリン | 1982年 | STOP JAP                 |      | 石井聰亙 |
| スターリン     | 1989年 | 包丁とマンジュウ         |      |          |
| スターリン     | 1989年 | ミチ子ちゃんのデート     |      |          |
| スターリン     | 1989年 | 勉強ができない           |      |          |
| スターリン     | 1989年 | 90'sセンチメンタルおせち |      |          |
| スターリン     | 1990年 | 真夜中のオモチャ箱       |      |          |
| スターリン     | 1991年 | WILD GHETTO              |      |          |
| スターリン     | 1992年 | ライド・オン・タイム     |      |          |

### 未発表曲

#### ザ・スターリン
自閉体（遠藤の前バンド）時代からの曲
- ブタのケツ
- 愛してやるよ
- ハンマーロック
- いやだ
- トリック
- 記憶

ザ・スターリン時代
- TOKYO（先天性労働者の原曲）
- 原発メニュー（アレルギーの原曲）
- 白日夢（MISERの原曲）
- メシ喰うな!
INUのカバー曲ではなく、「メシ食わせろ」のコンセプトになった曲。

### 参加作品
| 発売日    | 歌手名     | タイトル     | 収録作品                    | レーベル      | 規格 | 規格品番 | 備考     |
| --------- | ---------- | ------------ | --------------------------- | ------------- | ---- | -------- | -------- |
| 1984年5月 | オムニバス | Chicken Farm | アルバム『Welcome to 1984』 | Maximum R & R | LP   | MRR001   | 楽曲提供 |

## 出演

### 映画
- 朝日のようにさわやかに（1981年、自主制作映画）
- 爆裂都市 BURST CITY（1982年、東映セントラルフィルム）

## 書籍

### 関連書籍
- 嫌ダッと言っても愛してやるさ！[遠藤みちろうファースト・エッセイ]（1982年、K.K.ダイナミックセラーズ）
- ビデオスターリンのチャンネル大戦争（1987年、JICC出版局）
- ザ・スターリン伝説（2004年、マガジン・ファイブ）ISBN 4434047906
- 中央線は今日もまっすぐか? オレと遠藤ミチロウのザ・スターリン生活40年（イヌイジュン著、2020年、シンコーミュージック）ISBN 978-4401649358
- ぶどう園物語-ザ・スターリンになれなかった男（ツージーQ著、2023年、青林工藝舎）ISBN 978-4883795048